# Vou Morrer Sozinho
"Vou Morrer Sozinho" é uma canção gravada pelo cantor brasileiro Jão para seu álbum de estreia, Lobos (2018). Foi escrita por Jão com Pedro Tófani, Dan Valbusa, Marcelinho Ferraz e Pedro Dash, sendo produzida pelos dois últimos. A canção foi lançada como o primeiro single de Lobos em 14 de agosto de 2018, através da Head Media e Universal Music.

## Antecedentes e lançamento
"Vou Morrer Sozinho" foi escrita por Jão, Pedro Tófani, Dan Valbusa, Marcelinho Ferraz e Pedro Dash, sendo produzida pelos dois últimos. O cantor gravou a canção no Head Media em São Paulo, a qual foi mixada por Marcelinho Ferraz no Head Media em São Paulo. Foi masterizada por Chris Geringher no Sterling Sound em Nova Iorque.
"Vou Morrer Sozinho" foi lançada como primeiro single de Lobos em 14 de agosto de 2018.

## Apresentações ao vivo
Em 22 de setembro de 2018, Jão cantou "Vou Morrer Sozinho" no SóTocaTop. Em 5 de outubro de 2018, ele apresentou uma versão acústica da canção no Rádio Mix FM. Em 18 de janeiro de 2019, ele apresentou a canção no Encontro com Fátima Bernardes. No dia 5 de abril de 2022, ele tocou a canção como parte do show de abertura da banda estadunidense Maroon 5, no Allianz Parque.

## Créditos
Todo o processo de elaboração de "Vou Morrer Sozinho" atribui os seguintes créditos:
Gravação
- Gravada no Head Media (São Paulo)
- Mixada no Head Media (São Paulo)
- Masterizada no Sterling Sound (Nova Iorque)

Produção
- Jão: composição, vocalista principal, arranjo
- Pedro Tófani: composição, arranjo
- Dan Valbusa: composição, violão, arranjo
- Marcelinho Ferraz: composição, produção, arranjo, gravação, mixagem
- Pedro Dash: composição, produção, arranjo
- Filipe Florido: assistência de gravação
- Chris Gehringer: masterização

## Certificações
| Região                                                        | Certificação | Vendas   |
| ------------------------------------------------------------- | ------------ | -------- |
| Brasil (Pro-Música Brasil)                                    | Diamante     | 300.000‡ |
| ‡ vendas+valores de streaming baseados apenas na certificação |              |          |

## Histórico de lançamento
| Região | Data                 | Formato(s)                 | Gravadora                  | Ref.  |
| ------ | -------------------- | -------------------------- | -------------------------- | ----- |
| Mundo  | 14 de agosto de 2018 | Download digital streaming | Head Media Universal Music | [ 9 ] |